# Arianne Phillips
Pour les articles homonymes, voir Phillips.
Arianne Phillips est une costumière américaine, née le 26 avril 1963 à New York.

## Filmographie partielle
- 1994 : The Crow de Alex Proyas
- 2001 : Hedwig and the Angry Inch de John Cameron Mitchell
- 2005 : Walk the Line de James Mangold
- 2007 : 3h10 pour Yuma de James Mangold
- 2009 : A Single Man de Tom Ford
- 2011 : W.E. de Madonna
- 2014 : Kingsman : Services secrets de Matthew Vaughn
- 2016 : Nocturnal Animals de Tom Ford
- 2017 : Kingsman : Le Cercle d'or de Matthew Vaughn
- 2019 : Once Upon a Time… in Hollywood de Quentin Tarantino
- 2024 : Un parfait inconnu (A Complete Unknown) de James Mangold

## Distinctions

### Nominations
- Oscar de la meilleure création de costumes :
  - Walk the Line
  - W.E. 
  - Once Upon a Time… in Hollywood
  - 2025 : Un parfait inconnu